# Paradoja de la omnipotencia

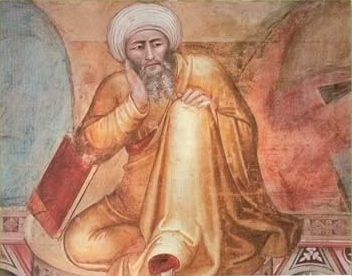
Averroes (1126-1198), filósofo que discutió la paradoja de la omnipotencia.

La paradoja de la omnipotencia es una familia de paradojas o antinomias, que tratan el tema de la capacidad o límites que posee un ser omnipotente en sus acciones. En particular estas paradojas analizan el tema de si un ser omnipotente podría o no realizar una acción que limitara su propia habilidad para realizar acciones. El argumento indica que si ese ser puede ejecutar tales acciones, entonces puede limitar su propia habilidad para ejecutar acciones y por lo tanto no es capaz de ejecutar todas las acciones, y si no puede limitar sus propias acciones, entonces nunca habría sido capaz de ejecutar todas las acciones. La paradoja por lo general habla de dicho ser omnipotente como el Dios de las religiones abrahámicas, pero ésta no es una condición necesaria para su formulación.
Una versión de la paradoja de la omnipotencia es la llamada paradoja de la piedra: «¿Puede un ser omnipotente crear una piedra tan pesada que aun ese ser no pueda levantarla?» En dicho caso, parecería que el ser dejaría de ser omnipotente; en caso contrario, el ser no era omnipotente como se indicaba en un principio.
No obstante, la paradoja de la omnipotencia, según los teólogos y creyentes en un ser omnipotente, contaría con el problema de suponer que la única realidad existente es el mundo físico, ignorando que el teísmo explica la omnipotencia solo es posible porque Dios está mucho más allá de cualquiera de los límites del mundo físico. Sin embargo la existencia de más de una realidad no resuelve el problema de la paradoja en sí misma.

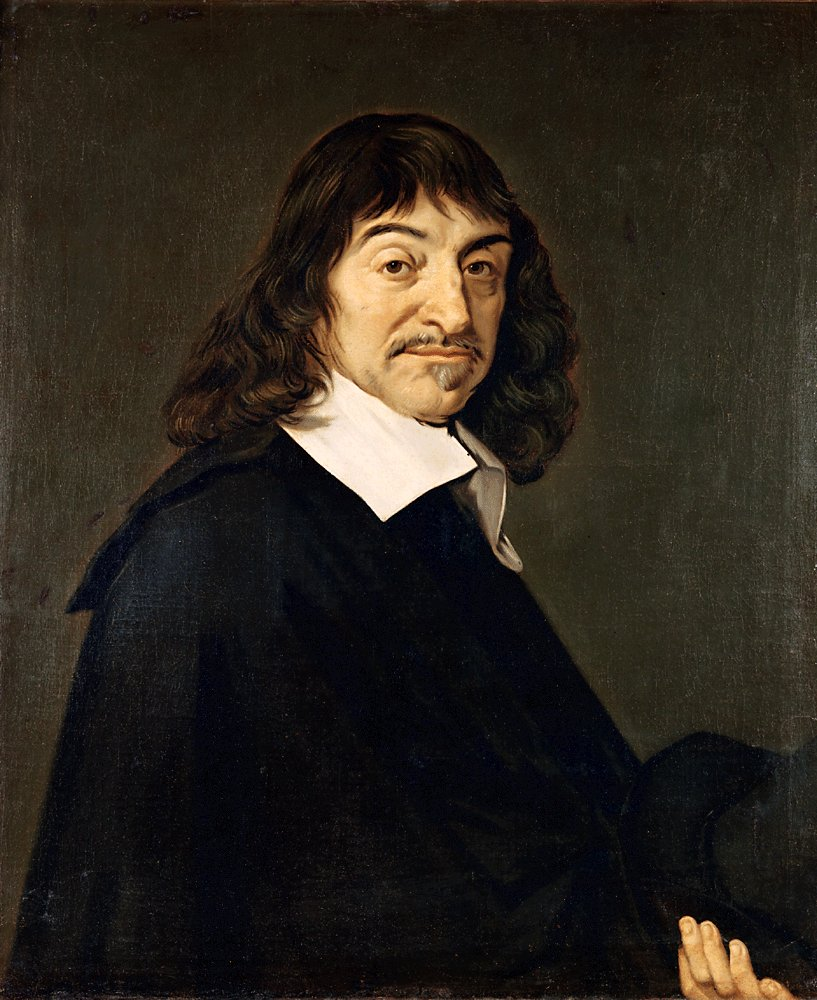
René Descartes (1596-1650), filósofo que sostuvo la omnipotencia de Dios, más allá de las paradojas que se puedan plantear.

Existe una versión de esta paradoja en un contexto no teológico. Un problema de naturaleza similar ocurre en el ámbito de la soberanía parlamentaria o legislativa, cuando una institución legal en particular es omnipotente en su poder legal, hasta el punto que dicha institución puede regularse a sí misma.
Algunos filósofos, como por ejemplo J. L Cowan, ven en esta paradoja la razón para rechazar la posibilidad de existencia de toda entidad absolutamente omnipotente. Otros, como Tomás de Aquino, afirman que la paradoja se debe a un malentendido en cuanto al concepto de omnipotencia. En efecto la paradoja puede ser analizada como una imposibilidad lógica básica, en el sentido que entiende a la incapacidad («no puede alzar la piedra») como un atributo de la capacidad total (omnipotencia), en lugar de su ausencia o negación.
Aun así, otros como René Descartes, argumentan que Dios es absolutamente omnipotente, a pesar de este problema aparente.
Además, algunos filósofos han considerado que la suposición de que un ser es o bien omnipotente o no omnipotente es un falso dilema, ya que rechaza la posibilidad de que existan distintos grados de omnipotencia. Algunos tratamientos modernos del problema han incluido discusiones semánticas sobre si el lenguaje —y por lo tanto la filosofía— pueden tratar en forma adecuada el concepto mismo de la omnipotencia.
Para analizar la paradoja de la omnipotencia en forma rigurosa, se debe comenzar con una definición precisa de omnipotencia. La definición común, «todo poderoso», no es suficientemente específica para ser útil en el análisis de los problemas planteados por la paradoja. Otras versiones de la paradoja han sido propuestas además de la paradoja de la piedra, la cual presenta problemas en el contexto de la física moderna.

## Planteamiento

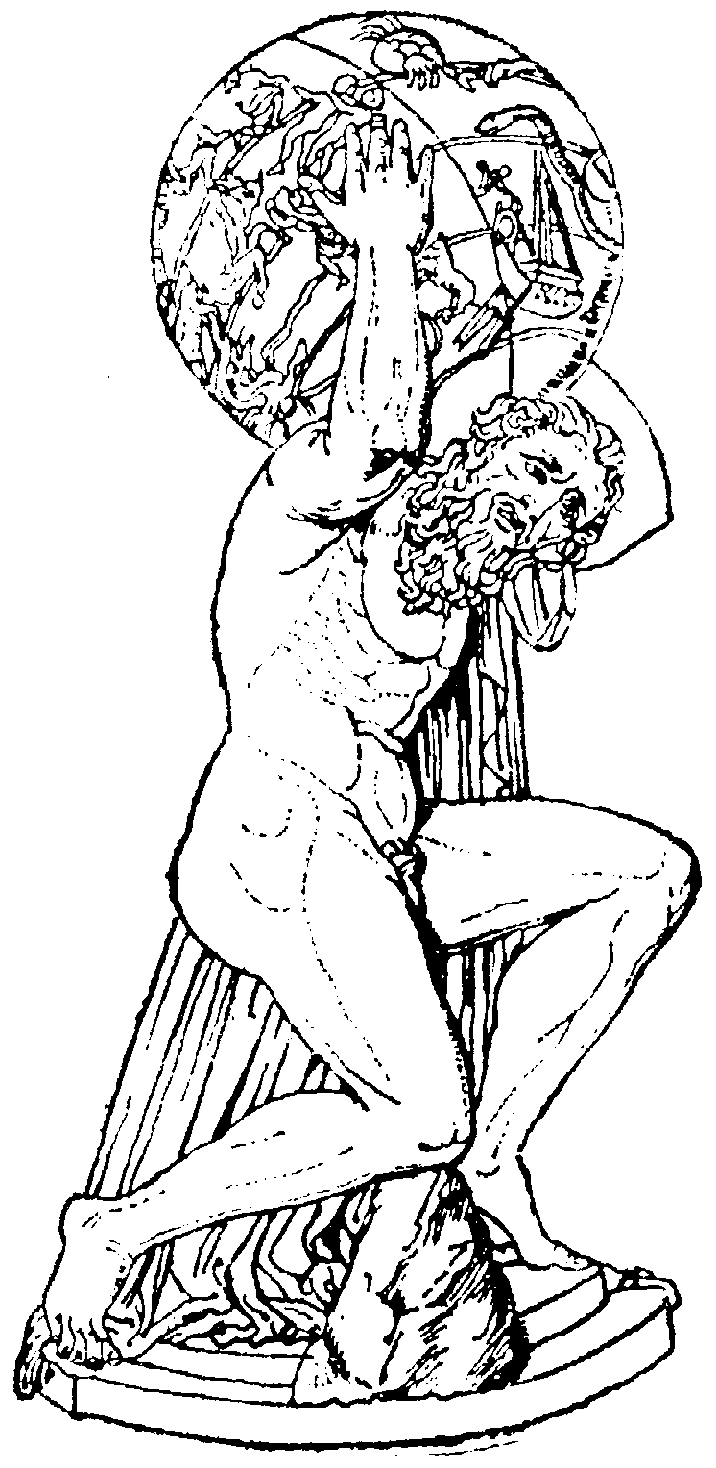
La omnipotencia de Dios y su posible límite ha sido analizada por numerosos estudiosos.

Una versión clásica de la paradoja de la omnipotencia es expresada por la siguiente pregunta: «¿Puede un ser omnipotente crear una piedra tan pesada que ni él mismo pueda levantarla?» esta pregunta genera un dilema. El ser, podrá o no podrá crear una piedra que no pueda levantar. Si dicho ser puede crear ésta piedra que no pueda levantar, entonces parecerá que deja de ser omnipotente. Si nuestro ser no puede crear una piedra que no pueda levantar, entonces parecerá que, de hecho, él no es omnipotente.
El problema es similar a otra paradoja clásica, la de la fuerza irresistible: ¿Qué pasaría si una fuerza irresistible actuara sobre un objeto inamovible? Una respuesta a esta paradoja es que si una fuerza es irresistible, entonces por definición no existe ningún objeto inamovible; y en forma equivalente, si existiera un objeto inamovible, entonces no sería posible encontrar una fuerza que fuera irresistible. Pero esta solución no es aplicable al caso de la omnipotencia, porque la pregunta es si la omnipotencia del ser hace que su propia omnipotencia sea imposible.
M.H. Swan dijo:
Dios en su infinita omnipotencia puede crear dicha piedra, pero si lo hace, dejará de ser omnipontente, puesto que luego no podrá levantarla.
J.L. Cowan intenta resolver la paradoja en su trabajo «The Paradox of Omnipotence Revisited». Su propuesta es:
- O bien Dios puede crear una piedra que Él no puede levantar, o Él no puede crear una piedra que no puede levantar.

- Si Dios puede crear una piedra que no es capaz de levantar, entonces Dios no es omnipotente (Dado que Él no puede levantar la piedra en cuestión).

- Si Dios no puede crear una piedra que Él no puede levantar, entonces Dios no es omnipotente (Dado que Él no puede crear la piedra en cuestión).

- Por lo tanto Dios no es omnipotente.

La omnipotencia implica que Dios puede hacer (y de hecho levantar) todas las cosas, por lo tanto es ilógico decir que Dios puede crear una piedra que Él no puede levantar ya que se está afirmando implícitamente que dicha piedra existe y que, por lo tanto, Dios no es omnipotente, por lo que estamos partiendo de dos premisas que se contradicen. Lo correcto sería decir que Dios puede crear una piedra que Él no pueda levantar, es decir, que inmediatamente después de crear la piedra Dios no pueda levantarla y no antes ya que caeríamos en la falacia de petición de principio  al partir de la negación de la omnipotencia de Dios y llegar a la negación de la omnipotencia de Dios.
C.S. Lewis, en su libro El problema del dolor, presenta la opinión de que la naturaleza de la paradoja es interna a su enunciación. Lewis dice que al expresar la supuesta paradoja no se limita el poder de Dios. Según él, si uno dice que Dios puede otorgarle el libre albedrío a una criatura y al mismo tiempo denegárselo, no ha dicho realmente nada sobre Dios. Esto se debe, según Lewis, a que una combinación sin sentido de palabras no adquiere sentido solo por ponerle adelante palabras como 'Dios puede'. En conclusión, la causa de que no logremos limitar el poder de Dios no es que éste sea o no ilimitable sino que los sinsentidos siguen siendo absurdos incluso cuando se predican de Dios.
Otra posición afirma que para poder analizar la paradoja de la omnipotencia de una forma rigurosa, se debe acordar cual de las diversas definiciones de omnipotencia se utiliza. Por ejemplo, Peter Geach describe cuatro tipos diferentes de omnipotencia y las diferencia a todas ellas de la noción de ser "todopoderoso".

## Tipos de omnipotencia
Peter Geach describe y rechaza cuatro posibles niveles de omnipotencia. Por último, define y defiende una posición acotada del carácter 'todopoderoso' de Dios.
1. Y es absolutamente omnipotente significa que Y puede hacer absolutamente todo. Incluso todo lo que se puede expresar mediante una serie de palabras aun si se puede demostrar que es una contradicción. La acción de Y no está limitada, como sí lo está nuestro pensamiento, por las leyes de la lógica.[10] Esta postura parecería estar apoyada por Descartes y en la filosofía oriental, representada por el Tao. Tiene la ventaja teológica en hacer que Dios sea previo a las leyes de la lógica, pero a la vez posee la desventaja teológica de arrojar algunas sospechas sobre las promesas que Dios puede hacer. Dios según Miguel Ángel. Creación del Sol y la Luna (Capilla Sixtina).

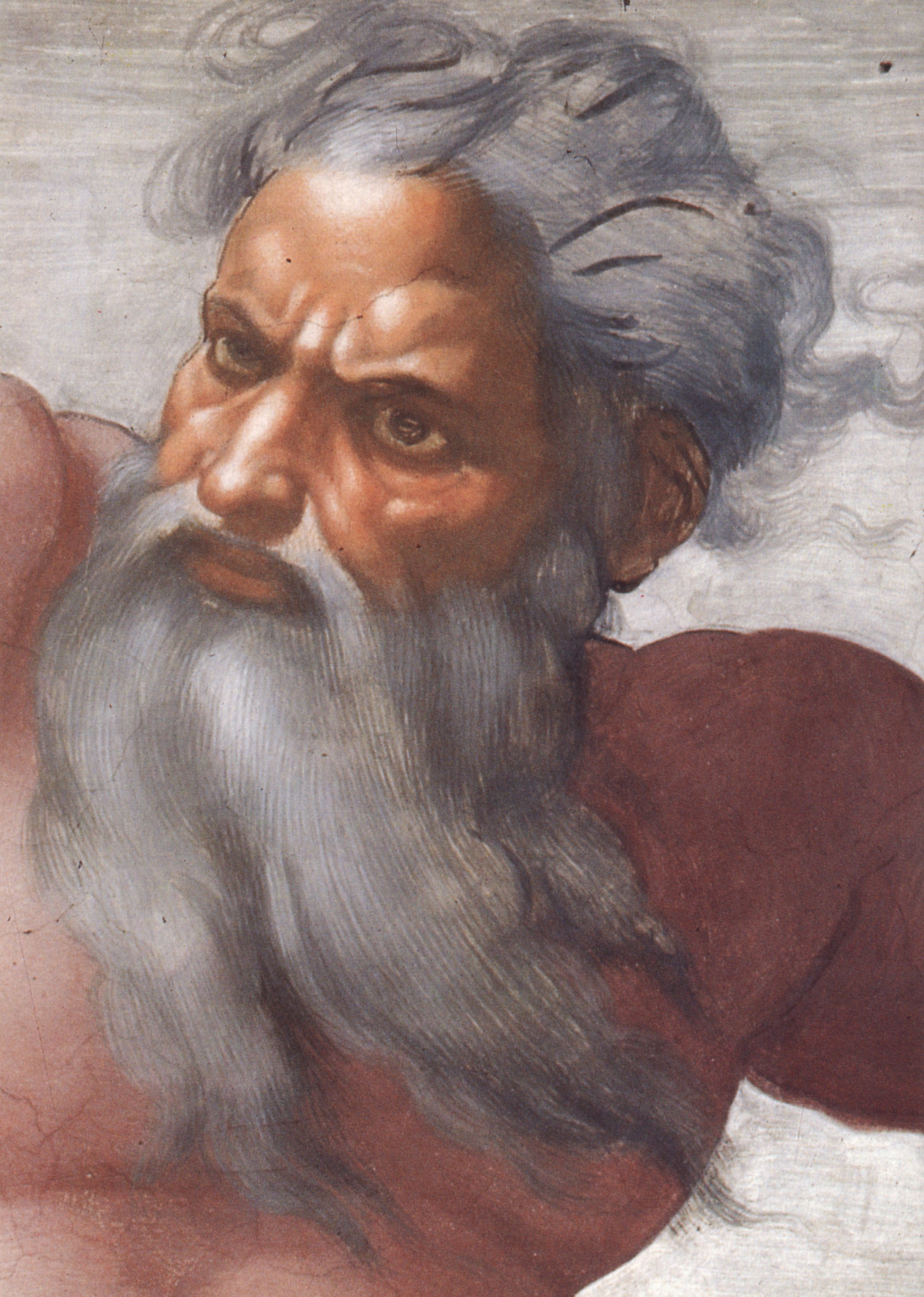
Dios según Miguel Ángel. Creación del Sol y la Luna (Capilla Sixtina).

2. Y es omnipotente significa que «Y puede hacer X» es verdadero si y sólo si X es una descripción lógicamente consistente de algún estado de cosas. Esta posición fue sostenida por Tomás de Aquino.[11] Si bien esta definición de omnipotencia resuelve algunas de las paradojas asociadas con la omnipotencia, algunos de los enunciados modernos de la paradoja todavía no funcionan con esta definición. Sea X = «crear algo tal que su creador no pueda levantarlo». Tal como lo indica Mavrodes no existe ninguna contradicción lógica al respecto; un hombre puede por ejemplo, fabricar un bote que él no puede levantar.[12] Sería extraño que un humano pudiera llevar a cabo este tipo de acción, i.e. crear algo que no puede levantar, y un ser omnipotente no pudiera.
3. Y es omnipotente significa que «Y puede hacer X» es verdadero si y sólo si «Y hace X» es consistente en un sentido lógico. Aquí la idea es excluir acciones que serían inconsistentes siendo ejecutadas por Y pero que sí podrían ser consistentes para otros entes. Nuevamente, parecería que Aquino apoyara esta posición.[13] Sobre este punto la preocupación de Mavrodes sobre si X= «fabricar algo que su creador no puede levantar» no será un problema porque «Dios hace X» no es lógicamente consistente. Sin embargo, esta postura puede aun tener problemas con temas morales como ser X = «dice una mentira» o temporales como X = «hace que Roma nunca haya sido fundada», los que son incompatibles con las concepciones sobre Dios de las religiones abrahámicas.[10]
4. Y es omnipotente significa que siempre que «Y producirá X» es lógicamente posible, entonces «Y puede producir X» es verdadero. Este planteamiento tampoco permite que se genere la paradoja de la omnipotencia y, a diferencia de la definición número 3, evita las preocupaciones temporales sobre si un ser omnipotente puede o no puede cambiar el pasado. Sin embargo, Geach critica este tipo de interpretación como un malentendido acerca de la naturaleza de las promesas de Dios.[10]
5. Y es todopoderoso significa que Y no solo es más poderoso que cualquier criatura, sino que ninguna criatura puede competir con Y en cuanto a poder, aun sin éxito.[10] En este contexto no es posible que se pueda generar la paradoja de la omnipotencia, aunque ello pueda deberse tal vez a que Dios en ningún sentido es considerado omnipotente. Por otra parte, Anselmo de Canterbury piensa que el atributo de todopoderoso es una de las características que contribuyen a la omnipotencia de Dios.[14]

La noción de omnipotencia puede ser también aplicada a una entidad en diferentes formas. Un ser esencialmente omnipotente es una entidad que es necesariamente omnipotente. Por el contrario, un ser accidentalmente omnipotente es una entidad que puede ser omnipotente por un período acotado de tiempo, y luego se convierte en no omnipotente. La paradoja de la omnipotencia se aplica en forma distinta a cada tipo de ser.

## Respuestas filosóficas
Si Dios puede realizar todo, entonces Dios puede eliminar su propia omnipotencia. Si Dios puede eliminar su propia omnipotencia, entonces Dios puede crear una piedra muy grande, eliminar su omnipotencia, y luego entonces no ser capaz de levantar la piedra. Esta línea de pensamiento mantiene la creencia en la omnipotencia de Dios porque muestra que Dios es capaz de crear una piedra tan pesada que ni él mismo es capaz de levantar.
Se puede intentar resolver la paradoja estipulando un tipo de omnipotencia tal que no requiere que un ser sea capaz de poder hacer todas las cosas todo el tiempo. Según este enfoque, el ser omnipotente puede crear una piedra que no es capaz de levantar en el momento en que crea la piedra. Pero siendo omnipotente, el ser siempre puede modificar la piedra posteriormente de manera de que sí sea capaz de levantarla. Por lo tanto el ser es aún omnipotente en algún sentido.
Esta es a grandes rasgos la postura expuesta por Matthew Harrison Brady, un personaje de Heredarás el viento inspirado en William Jennings Bryan. En la escena principal de la versión cinematográfica de 1960, Brady sostiene que, «La ley natural nació en la mente del Creador. ¡Él tiene el poder para cambiarla, anularla y, usarla como mejor le parezca!» Pero esta solución sólo empuja el problema un paso; ya que uno podría entonces preguntarse si un ser omnipotente puede crear una piedra tan inmutable que el ser no es capaz luego de modificarla. El problema es que se puede dar una respuesta similar a este y todo otro paso subsiguiente.
En un artículo de 1955 publicado en la revista de filosofía Mind, J. L. Mackie intentó resolver la paradoja diferenciando entre una omnipotencia de primer grado (poder ilimitado para actuar) y una omnipotencia de segundo grado (poder ilimitado para determinar qué poder se debe tener para actuar). Un ser omnipotente con omnipotencia de primer y segundo grado, en un cierto momento puede restringir su propio poder para actuar y de esa manera, dejar de ser omnipotente en ambos sentidos. A partir de Mackie se ha desarrollado un importante debate filosófico, sobre cuál es la mejor forma de plantear la paradoja de la omnipotencia mediante lógica formal.
Otra respuesta común a la paradoja de la omnipotencia es tratar de definir la omnipotencia como significando algo más débil que la omnipotencia absoluta, por ejemplo las definiciones número 3 o 4 indicadas en los párrafos previos. La paradoja puede ser resuelta estipulando que la omnipotencia no requiere que el ser tenga capacidades que son lógicamente imposibles, sólo se requiere que sea capaz de realizar toda acción que sea factible de acuerdo a las leyes de la lógica. Un buen ejemplo de un defensor moderno de esta línea de razonamiento es George Mavrodes.
Si un ser es accidentalmente omnipotente, entonces podrá resolver la paradoja creando una piedra que él no puede levantar y por lo tanto convirtiéndose en no omnipotente. A diferencia de entidades esencialmente omnipotentes, es posible para un ser accidentalmente omnipotente ser no-omnipotente. Lo cual sin embargo genera la pregunta sobre si el ser era verdaderamente omnipotente, o solo poseedor de un gran poder. Por otra parte, la capacidad para ceder en forma voluntaria un gran poder a menudo es considerada como central al concepto de encarnación en el cristianismo.
Si un ser es esencialmente omnipotente, entonces puede también resolver la paradoja (siempre y cuando se considere que la omnipotencia no requiere poseer omnipotencia absoluta). El ser omnipotente es esencialmente omnipotente, y por lo tanto es imposible que él mismo pueda ser no omnipotente. Más aún, el ser omnipotente no puede realizar lo que es imposible en un sentido lógico. La creación de una piedra que el ser omnipotente no pueda levantar sería una imposibilidad, y por lo tanto no se requiere que el ser omnipotente deba poder realizar dicha acción. El ser omnipotente no puede crear la citada piedra, pero de todas formas retiene su atributo de omnipotencia. Esta solución funciona aun con la definición número 2, siempre y cuando sepamos que el ser es esencialmente omnipotente en vez de serlo de manera accidental.

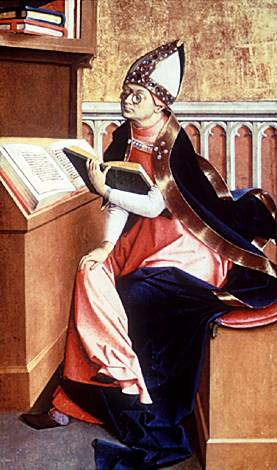
Agustín de Hipona, sostuvo que por ser Dios omnipotente no se lo puede obligar a resolver paradojas o acertijos.

 Esta fue esencialmente la posición que tomó Agustín de Hipona en su obra La ciudad de Dios:

«... pues se dice todopoderoso haciendo lo que quiere y no padeciendo lo que no quiere; lo cual, si le sucediese, no sería todopoderoso, y por lo mismo no puede algunas cosas, porque es todopoderoso.»

O sea Agustín plantea que Dios no puede realizar acciones o crear situaciones que puedan concluir que Dios no es Dios.
Algunos filósofos sostienen que la paradoja puede ser resuelta si la definición de omnipotencia incluye el punto de vista de Descartes que indica que un ser omnipotente puede realizar lo que sea lógicamente imposible. En este caso, el ser omnipotente puede crear una piedra que él no puede levantar, pero luego de todas formas es capaz de levantar la piedra. Este intento de resolver la paradoja es problemático en cuanto que es la definición en sí misma la que está sujeta a una prueba de consistencia lógica. Se puede resolver la paradoja, pero a cambio de convertir la lógica en una lógica paraconsistente. Lo cual no parece ser un inconveniente si es que uno ya ha aceptado el dialeteismo u otra forma de trascendencia lógica.
Si entendemos omnipotencia como acumulación de poderes habidos y por haber entonces, entre otros, la entidad contiene el poder de la lógica y por tanto estaría restringido por las mismas leyes, en tanto en cuanto la omnipotencia se excluiría a sí misma.
Otra visión sería omnipotencia como cualidad superlativa sobre cualquier tipo de oposición. O bien un ser omnipotente con poder suficiente como para serlo o dejar de serlo según su voluntad o bien la incapacidad para resolver la paradoja ya que un ser omnipotente queda fuera de toda lógica.

### Lenguaje y omnipotencia
A menudo se interpreta al filósofo Ludwig Wittgenstein como sosteniendo que el lenguaje no está a la altura de describir el tipo de poder que un ser omnipotente pudiera tener. En su obra Tractatus Logico-Philosophicus permanece en general dentro del ámbito del positivismo lógico, hasta el punto 6.4, pero en 6.41 y las proposiciones subsiguientes argumenta que la ética y otros aspectos son temas «trascendentales» que no son posibles de analizar mediante el lenguaje. Wittgenstein también incluye en este conjunto la voluntad, la vida después de la muerte, y Dios; afirmando «Para una respuesta que no se puede expresar, la pregunta tampoco puede expresarse. No hay enigma. Si se puede plantear una cuestión, también se puede responder».
El trabajo de Wittgenstein ubica a la paradoja de la omnipotencia como un problema de la  semántica, el estudio de cómo se les otorga significado a los símbolos (la respuesta «Eso es sólo semántica» es una forma de decir que una afirmación sólo se ocupa de las definiciones de las palabras, en lugar de tratar cosas importantes del mundo físico). Según el Tractatus, el solo intento de formular la paradoja de la omnipotencia es fútil, dado que el lenguaje no puede abarcar a las entidades que son motivo de la paradoja. La proposición final del Tractatus presenta el punto de vista de Wittgenstein para estas circunstancias: «Aquello sobre lo que no podemos hablar, debemos dejarlo pasar en silencio». El enfoque de Wittgenstein a estos problemas influyó sobre otros pensadores religiosos del siglo XX tales como D. Z. Phillips. Aunque en sus últimos años, Wittgenstein realizó algunos trabajos que se interpreta entran en conflicto con las posiciones que él había sostenido previamente en el Tractatus.

## Otras versiones de la paradoja
En el siglo VI, Pseudo Dionisio es de la opinión de que la disputa entre San Pablo y Elmias el mago mencionada en Hechos 13:8 es una versión de la paradoja de la omnipotencia, pero está presentada en términos de un debate con respecto a si Dios puede o no puede «negarse a sí mismo», como dice 2 Tim 2:13. En el siglo XI, San Anselmo sostiene que hay muchas cosas que Dios no puede hacer, pero que aun así sigue siendo omnipotente.
Tomás de Aquino plantea una versión de la paradoja de la omnipotencia en la que se pregunta si Dios es capaz de crear un triángulo cuyos ángulos internos no sumen 180 grados. Tal como lo expresa Aquino en Summa contra Gentiles:

Dado que los principios de ciertas ciencias, tales como la lógica, la geometría y la aritmética se derivan únicamente de los principios formales de las cosas, de los cuales depende la esencia de las cosas, entonces Dios no puede realizar acciones que sean contrarias a estos principios. Por ejemplo, a partir de una especie no se puede predecir el genus, es imposible que líneas (radios) trazadas desde el centro de una circunferencia no sean iguales, como tampoco es posible que en un triángulo la suma de sus tres ángulos internos no sea igual a dos ángulos rectos.

Esto último se puede realizar en una esfera, pero no en una superficie plana. Aunque es necesario destacar que el descubrimiento posterior de la geometría no euclidiana no resuelve el tema; porque uno podría replantear la paradoja de la siguiente forma, «Dados los axiomas de la geometría de Riemann, ¿puede un ser omnipotente crear un triángulo cuyos ángulos internos no sumen más de 180 grados?» En ambos casos, la pregunta de fondo es si un ser omnipotente tendría o no la capacidad para evadir las consecuencias lógicas que se deducen de un sistema de axiomas que el ser haya creado.
En algún sentido, el enunciado clásico de la paradoja de la omnipotencia —una piedra tan pesada que ni su creador omnipotente pueda levantarla— está basado en la ciencia aristotélica. Al fin y al cabo, si se considera la posición relativa de la piedra con respecto al sol alrededor del cual está en órbita, uno podría argumentar que la piedra está siendo levantada en forma permanente. La física moderna acota que la paradoja del levantamiento de piedras en realidad debería estar expresada en función de la aceleración; sin embargo, esto no invalida el concepto fundamental de la paradoja de la omnipotencia generalizada. Aunque, se podría en forma muy fácil modificar el enunciado clásico de la siguiente manera: «Sea un ser omnipotente que crea un universo que se comporta según las leyes aristotélicas de la física. Es que dentro de este universo, ¿puede un ser omnipotente crear una piedra tan pesada que el ser no pueda levantarla?»
Ethan Allen en su obra Reason trata temas relacionados con el pecado original, teodicedad y otros varios temas con un clásico formato de la ilustración. En el capítulo 3, sección IV, menciona que la «omnipotencia en sí misma» no puede exceptuar a un animal de su condición mortal, dado que el cambio y la muerte son atributos constitutivos de la vida. Allen sostiene, «que lo uno no puede existir sin lo otro, de la misma manera que no puede existir un conjunto compacto de montañas sin valles entre ellas, o que yo no puedo existir y no existir en forma simultánea, o que Dios pueda realizar cualquier otra contradicción en la naturaleza». Allen que era identificado por sus amigos como deista, aceptaba la noción de un ser divino, aunque sostiene que mediante el uso de la razón aún un ser divino debe estar circunscripto por la lógica.
También puede plantearse de esta forma: ¿Qué pasaría si un objeto inamovible se encuentra con una fuerza atractiva irresistible?
Otra posible relación de la paradoja de la omnipotencia consiste en el «misterio de la encarnación», por la cual el Verbo se hizo Hombre, es decir, el proceso por el cual Dios (siendo omnipotente), por su propia voluntad decide ser humano en la forma de Jesucristo (contingente). Tendríamos, pues, un Dios que es al mismo tiempo omnipotente y contingente. Desde un punto de vista Dios está cumpliendo con su voluntad, precisamente haciéndose un humano cuya voluntad está limitada por acontecimientos externos, en este caso la incredulidad y maldad de los seres humanos. Pero desde otro punto de vista está rechazando su omnipotencia, es decir: ¿es Dios tan omnipotente como para ser capaz de rechazar su omnipotencia?

## Cultura popular
- La paradoja de la omnipotencia se ha filtrado a la cultura popular. En un episodio de la serie animada de televisión  Los Simpson titulado Weekend at Burnsie's, Homer pregunta retóricamente: «¿Puede Jesús cocinar un burrito en el microondas tan picante que ni siquiera él pueda comerlo?»

- Stephen Hawking en su obra Breve Historia del Tiempo menciona la paradoja de la omnipotencia dentro de una discusión general sobre cuál es la función que una deidad creadora podría desempeñar en relación con las leyes naturales. En un libro posterior, Black Holes and Baby Universes, Hawking menciona parte en serio parte en broma que el haber incluido especulaciones religiosas como la última frase del libro, «porque entonces conoceríamos la mente de Dios», probablemente duplicaron las ventas de una Breve Historia del Tiempo.[29]

- En el show de televisión Babylon 5, dos personajes discuten la paradoja en una forma ligeramente distinta (¿es que puede el Dios universal crear un acertijo tan complejo que no pueda ser resuelto?).

- En su acto, el comediante norteamericano George Carlin solía mencionar que la pregunta de la «piedra pesada» era una que los jóvenes de su barrio le hacían a su sacerdote, con afán de molestarlo.[30]

- En el noveno capítulo de la segunda temporada del Anime Psycho-Pass, Akane pregunta a Saiga si el sistema Sibyl se puede juzgar a sí mismo y si en definitiva puede o no ser omnipotente.

- En el capítulo 23 de la segunda temporada de That '70s Show, Hyde menciona que si Dios es tan poderoso como para crear un seno tan grande y tan pesado que ni siquiera él pueda levantar.